# لانگنبرگ (وشتفالیا)
لانگنبرگ (به آلمانی: Langenberg) یک شهر در آلمان است که در گوترسلوه واقع شده‌است. لانگنبرگ ۸٬۱۶۱ نفر جمعیت دارد.